# San Diego County
San Diego County ist ein County im US-Bundesstaat Kalifornien.
Der Verwaltungssitz (County Seat) ist in San Diego.

## Geographie

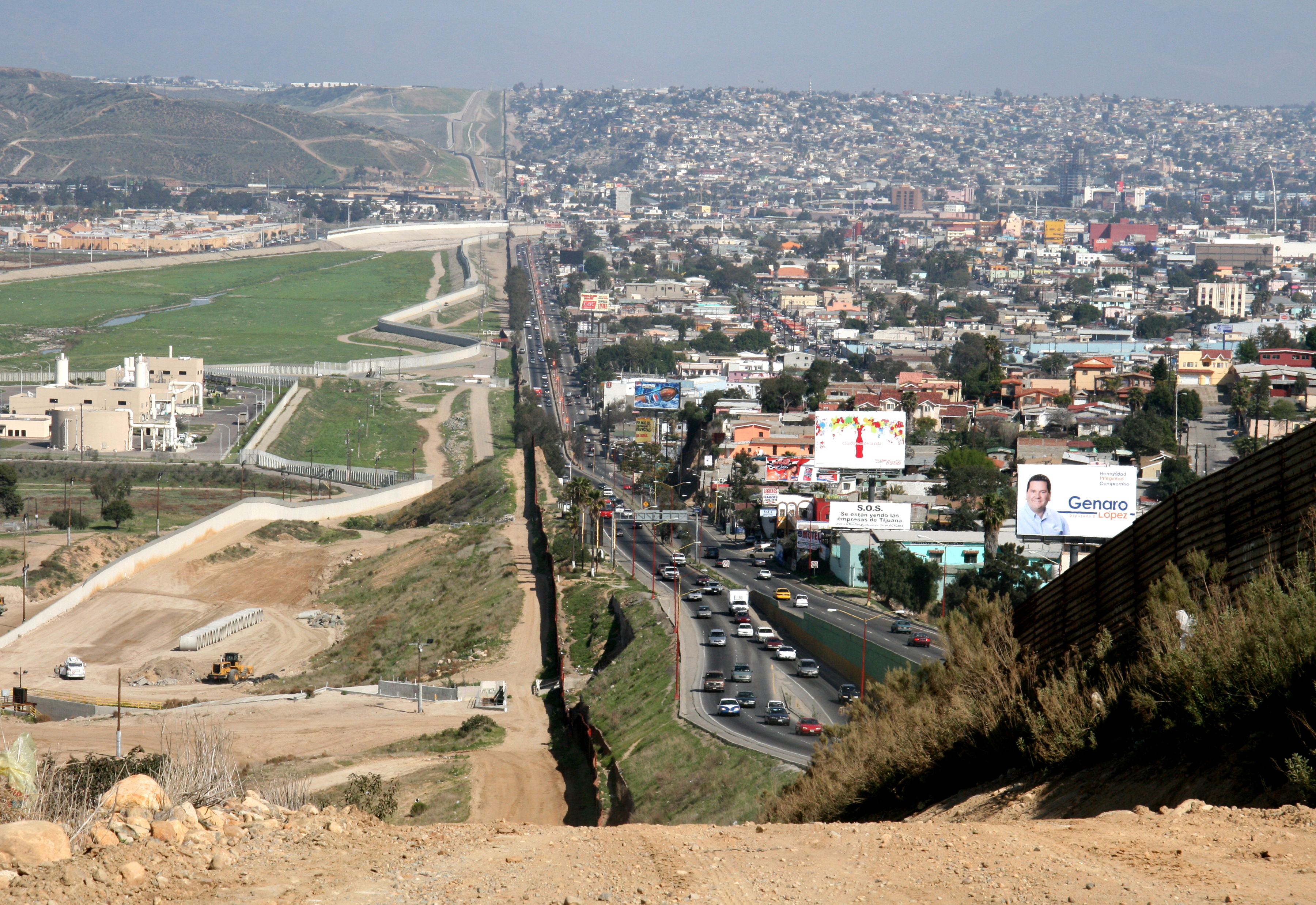
Grenzsicherung zwischen San Diego (links) und Tijuana (rechts)

Das County erstreckt sich auf einer Fläche von 11.721 Quadratkilometer. Das County durchfließt der San Diego River. Das südliche Ende des Countys bildet bereits die Grenze zu Mexiko.
Das County wird vom Office of Management and Budget zu statistischen Zwecken als San Diego–Chula Vista–Carlsbad, CA Metropolitan Statistical Area geführt.

## Geschichte
Die Wurzeln des Countys reichen zurück in die Zeit, in der die Misión San Diego de Alcalá 1769 dort gegründet wurde. San Diego County war eines der ersten Countys in Kalifornien. Es wurde 1850 bei der Staatsgründung geschaffen. Teile des Countys wurden später an das Riverside County 1893 und an das Imperial County 1907 abgegeben.
Der Countyname kommt von der San Diego Bay, einer Bucht, die Sebastián Vizcaíno 1602 nach dem franziskanischen Laien San Diego de Alcalá de Henares benannte, dessen Name auf dem Flaggschiff prangte.

### Historische Objekte
Es gibt 140 Einträge als Historic Places, davon sind 17 National Historic Landmarks.

## Demografische Daten

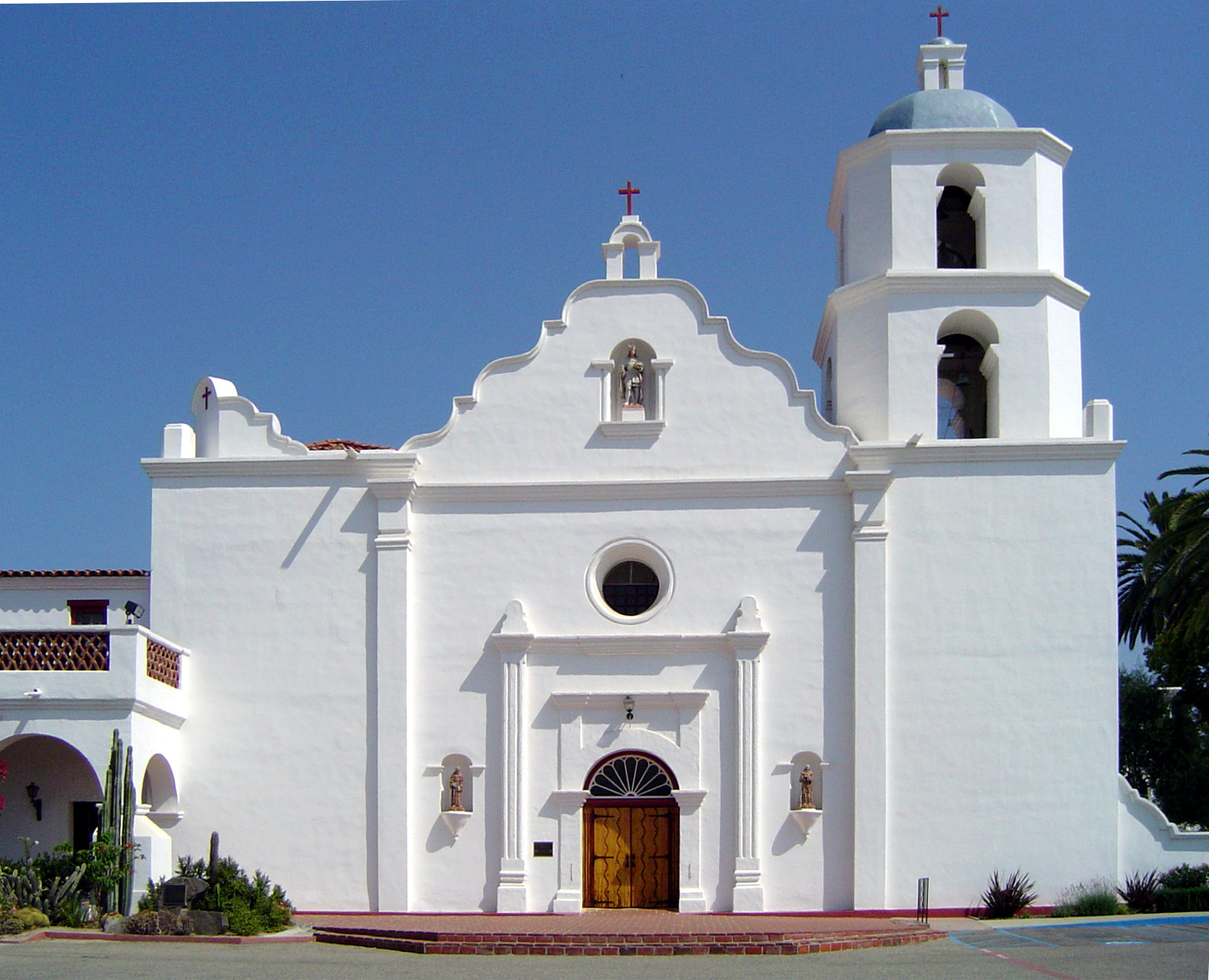
Mission San Luis Rey de Francia

Alterspyramide des San Diego Countys (Stand: 2000)

Nach der Volkszählung im Jahr 2000 lebten im San Diego County 2.813.833 Menschen. Es gab 994.677 Haushalte und 663.449 Familien. Die Bevölkerungsdichte betrug 259 Einwohner pro Quadratkilometer. Ethnisch betrachtet setzte sich die Bevölkerung zusammen aus 66,52 % Weißen, 5,74 % Afroamerikanern, 0,86 % amerikanischen Ureinwohnern, 8,88 % Asiaten, 0,48 % Bewohnern aus dem pazifischen Inselraum und 12,82 % aus anderen ethnischen Gruppen; 4,69 % stammten von zwei oder mehr ethnischen Gruppen ab. 26,69 % der Bevölkerung waren spanischer oder lateinamerikanischer Abstammung.
Von den 994.677 Haushalten hatten 33,90 % Kinder und Jugendliche unter 18 Jahre, die bei ihnen lebten. 50,70 % waren verheiratete, zusammenlebende Paare, 11,60 % waren allein erziehende Mütter. 33,30 % waren keine Familien. 24,20 % waren Singlehaushalte und in 7,90 % lebten Menschen im Alter von 65 Jahren oder darüber. Die Durchschnittshaushaltsgröße betrug 2,73 und die durchschnittliche Familiengröße lag bei 3,29 Personen.
Auf das gesamte County bezogen setzte sich die Bevölkerung zusammen aus 25,70 % Einwohnern unter 18 Jahren, 11,30 % zwischen 18 und 24 Jahren, 32,00 % zwischen 25 und 44 Jahren, 19,80 % zwischen 45 und 64 Jahren und 11,20 % waren 65 Jahre alt oder darüber. Das Durchschnittsalter betrug 33 Jahre. Auf 100 weibliche Personen kamen 101,20 männliche Personen, auf 100 Frauen im Alter ab 18 Jahren kamen statistisch 99,70 Männer.
Das jährliche Durchschnittseinkommen eines Haushalts betrug 47.067 US-Dollar, das Durchschnittseinkommen der Familien betrug 53.438 US-Dollar. Männer hatten ein Durchschnittseinkommen von 36.952 US-Dollar, Frauen 30.356 US-Dollar. Das Pro-Kopf-Einkommen betrug 22.926 US-Dollar. 12,40 % Prozent der Bevölkerung und 8,90 % der Familien lebten unterhalb der Armutsgrenze. 16,50 % davon waren unter 18 Jahre und 6,80 % waren 65 Jahre oder älter.

## Orte im County

### Citys
- Carlsbad
- Chula Vista
- Coronado
- Del Mar
- El Cajon
- Encinitas
- Escondido
- Imperial Beach
- La Mesa
- Lemon Grove
- National City
- Oceanside
- Poway
- San Diego
- San Marcos
- Santee
- Solana Beach
- Vista

### CDPs
- Alpine
- Bonita
- Bonsall
- Borrego Springs
- Bostonia
- Boulevard
- Campo
- Camp Pendleton Mainside
- Camp Pendleton South
- Casa de Oro-Mount Helix
- Crest
- Del Dios
- Descanso
- Elfin Forest
- Eucalyptus Hills
- Fairbanks Ranch
- Fallbrook
- Granite Hills
- Harbison Canyon
- Harmony Grove
- Hidden Meadows
- Hillcrest
- Jacumba Hot Springs
- Jamul
- Julian
- Lake San Marcos
- Lakeside
- La Presa
- Mount Laguna
- Oak Grove
- Pala
- Pine Valley
- Potrero
- Rainbow
- Ramona
- Rancho San Diego
- Rancho Santa Fe
- San Diego Country Estates
- Spring Valley
- Valley Center
- Winter Gardens

## Partnerschaften
San Diego County unterhält seit 2014 eine Partnerschaft mit dem Stadtbezirk Yuzhong der Stadt Chongqing, Volksrepublik China.